# Radio Ukraine International
Radio Ukraine International (kurz RUI; ukrainisch Всесвітня служба "Радіо Україна" Wseswitnja sluschba "Radio Ukrajina") ist der Auslandsdienst der öffentlich-rechtlichen Rundfunks der Ukraine Nazionalna Suspilna Teleradiokompanija Ukrajiny. Bis März 1991 hieß der Sender Radio Kiew.

## Geschichte
Die eigenen Auslandssendungen der ukrainischen Rundfunkgesellschaft begannen zur Zeit der Sowjetunion, im Mai 1966. Der Sender trug seinerzeit den Namen Radio Kiew und war der dritte sowjetische Auslandssender neben Radio Moskau und dem Sender Frieden und Fortschritt. Bis zum Zusammenbruch der Sowjetunion 1991 stand Radio Kiew im Schatten dieser beiden Moskauer Sender, zumal die leistungsstärksten Sendeanlagen, selbst in der Ukrainischen Sowjetrepublik Radio Moskau vorbehalten waren. Allerdings wurden neben Radio Kiew noch das erste und das dritte Inlandsprogramm auf Kurzwelle und Mittelwelle ausgestrahlt.
Im März 1992 erfolgte die Umbenennung des Senders in Radio Ukraine International. Der Auslandsrundfunk der nunmehr unabhängigen Ukraine konnte die zuvor von anderen sowjetischen Sendern genutzten Frequenzen selbst belegen. Im Laufe der 1990er Jahre wurden jedoch aus finanziellen Gründen viele der Sendeanlagen geschlossen bis jeweils nur noch eine Kurzwellenfrequenz genutzt wurde. Später wurden dann vorübergehend wieder weitere frühere Frequenzen eingesetzt. Der Auslandsdienst musste immer mehr sparen. Der deutsche Dienst ist seit 2010 nicht mehr über eigene Kurzwellensender zu hören. Seitdem wird nur noch ein Livestream im Internet sowie ein Kanal über Satellit angeboten. Im Jahr 2011 wurde der ukrainische Dienst für Ukrainer im Ausland eingestellt.
Die vor allem im Winter weithin hörbaren Mittelwellensender wurden zum Jahreswechsel 2012/2013 abgeschaltet. Im Laufe des Jahres 2013 wurde die Sendeanlage Browary abgerissen, zunächst die Kurzwellenantennen, im Oktober 2013 auch die Langwellenantenne.

## Programmangebot
RUI produziert Sendungen auf Englisch, auf Deutsch, auf Rumänisch und auf Russisch. Der Audiokanal von RUI, in dem sich Sendungen in den verschiedenen Sprachen abwechseln, wird über Livestream im Internet sowie via Satellit Astra 4A übertragen. Hierüber gibt es auch einen Podcast der Sendung. Im Februar 2022 wurde ein deutsches Programm für den deutschen Dienst auf Kurzwelle 6005 kHz über die Sendeanlage Kall (Krekel) in der Eifel gesendet.
Nach dem russischen Überfall auf die Ukraine Ende Februar 2022 wurden die Programme des ukrainischen Rundfunks zusammengeschaltet. Der Auslandsdienst wurde eingestellt. Das letzte Programm in deutscher Sprache wurde am 23. Februar 2022 gesendet. Seit dem 18. März 2022 produziert der Ukrainische Rundfunk Kurznachrichten auf Englisch, Polnisch, Rumänisch, Slowakisch, Bulgarisch, Russisch und Belarussisch unter dem Titel „Ukraine: Security Issue“ („Україна: Питання безпеки“).
Seit dem 9. August 2022 wird ebenfalls eine deutschsprachige Ausgabe dieser Kurznachrichten unter dem Titel „Ukraine: Security Issue - DE“ („Ukraine Sicherheitsfragen“) produziert.